# Val de Danha
Val de Danha (Vall-de-Dagne, en francès i oficialment) és un ajuntament de l'Aude, a Occitània. Es va crear el primer de gener del 2019 per la fusió de Montlaur de Danha i Pradèlas de Danha que van esdevenir entitats municipals menors. La casa de la comuna és a Montlaur.

## Toponímia
El nom d'aquesta nova comuna és el de la microregió al nord de la qual es troben les antigues comunes de Pradelles-en-Val i Montlaur. Antigament escrites Val de Daigne, aquestes paraules són una evolució fonètica de les paraules llatines Vallis Aquitanica o de vegades Vallis Aquitania que es troben en moltes cartes medievals.

## Administració
| 1 |  | Antonin Andrieu (antic batlle de Montlaur) | Gener 2019 | 2026 |

## Heràldica

Escut de Montlaur
Escut de Pradèlas